# John Lewis (político)
John Robert Lewis (Troy, Alabama; 21 de febrero de 1940-Atlanta, Georgia; 17 de julio de 2020) fue un político estadounidense conocido por ser un defensor  de la libertad, participante en la marcha de 1963 en Washington y dirigió una importante manifestación conocida como «Domingo Sangriento».
Creció en la era de la segregación racial. Inspirado por Martin Luther King Jr, defensor de los derechos civiles de los afroamericanos, se unió a este movimiento por la igualdad. Fue elegido para el Congreso en 1986 y recibió la Medalla Presidencial de la Libertad en 2011.

## Biografía
Nació a las afueras de Troy, un pueblo de Alabama, sus progenitores se dedicaban a la agricultura y estudió en un colegio público para gente de color en Pike County. En su vida estudiantil, Lewis dedicaba su tiempo a concienciar a sus compañeros de las injusticias y discriminaciones que vivían continuamente. Lewis fue partícipe de la hermandad universitaria Phi Beta Sigma en la Universidad Howard.
Contrajo matrimonio con Lillian Miles (1934–2012) y en 1968 tuvieron un hijo: John Miles. Lillian Miles falleció en 2012, a causa de una larga enfermedad.
En 1961, Lewis se ofreció como voluntario para participar en los Freedom Riders, que se organizaron para desafiar la segregación en las paradas de autobuses interestatales en todo el sur, arriesgando su vida y siendo golpeado severamente por las multitudes por participar en aquellas manifestaciones.
Tiempo más tarde fue reconocido como partícipe de un grupo de activistas, llamado Big Six, cuyos líderes fueron Martin Luther King Jr., James Farmer, Roy Wilkins, A. Philip Randolph y Whitney Young.
A pesar de sus más de cuarenta arrestos, ataques físicos y lesiones graves, Lewis siguió siendo un ferviente defensor de la filosofía de la no violencia. Después de dejar el SNCC (Comité Coordinador Estudiantil No Violento) en 1966, se mantuvo activo en el Movimiento por los Derechos Civiles a través de su trabajo como Director Asociado de la Field Foundation y su participación en el Consejo Regional del Sur.
Después de ser expulsado de SNCC debido a detalles de política interna, Lewis sirvió en el cuerpo de paz interno del presidente Jimmy Carter en 1977, para dirigir a más de 250,000 voluntarios en acción, incorporándose después a la política local de Georgia para acabar derrotando en 1986 a su viejo amigo Julian Bond en una carrera política para ser elegido en el Congreso.
En diciembre de 2019 anunció que padecía cáncer de páncreas, enfermedad por la cual fallecería en su residencia en Atlanta el 17 de julio de 2020 a los 80 años de edad.

## Movimiento por los derechos civiles
John Lewis fue un miembro destacado del movimiento por los derechos civiles de los afroamericanos el cual fue impulsado por Martin Luther King Jr., y es considerado un héroe para muchos.
El movimiento por los derechos civiles afroamericanos en EE. UU. tuvo un ascenso a partir 1955, cuando Rosa Parks se rebeló contra la imposición de viajar en la parte de atrás de los autobuses generando “el boicot contra los autobuses”. Luego, estos movimientos comenzaron a confluir con las marchas contra la Guerra de Vietnam, sobre todo a partir del desembarco de EE. UU., en marzo de 1965.
En febrero de ese año había sido asesinado el líder más radical del movimiento, Malcolm X. Durante enero y febrero se venían sucediendo una serie de manifestaciones en la ciudad de Selma, Estado de Alabama (región con más problemas raciales del país) donde actuaba el Ku Klux Klan y el voto de los afroamericanos eran tan resistido por los blancos que sólo podía hacerlo un 1% de ellos. El 17 de febrero en una de estas marchas fue asesinado por un policía Jimmie Lee Jackson, cuando estaba protegiendo a sus familiares ante un ataque de policías montados.

### Domingo Sangriento
En repudio a este asesinato, el 7 de marzo de 1965 se produjo el «Domingo Sangriento». En él participaron unos seiscientos manifestantes, que llegaron al Puente Edmund Pettus (que cruza el río Alabama hacia la capital del Estado, Montgomery), donde fueron arrinconados por la policía estatal y la policía montada, gaseados y golpeados brutalmente, dejando a 17 hospitalizados. Además del repudio al asesinato de Jackson, esta marcha tenía como objetivo que el gobernador George Wallace protegiera los derechos de los votantes negros. Wallace, sin embargo, denunció la marcha como una amenaza contra la seguridad pública. John Lewis, presidente del Comité Coordinador Estudiantil No Violento (SNCC) desde 1963, fue una de las personas a las que la policía golpeó durante esta histórica marcha. Al ser una de las primeras marchas televisadas, la represión fue vista por todo el país.

### Marcha a Washington

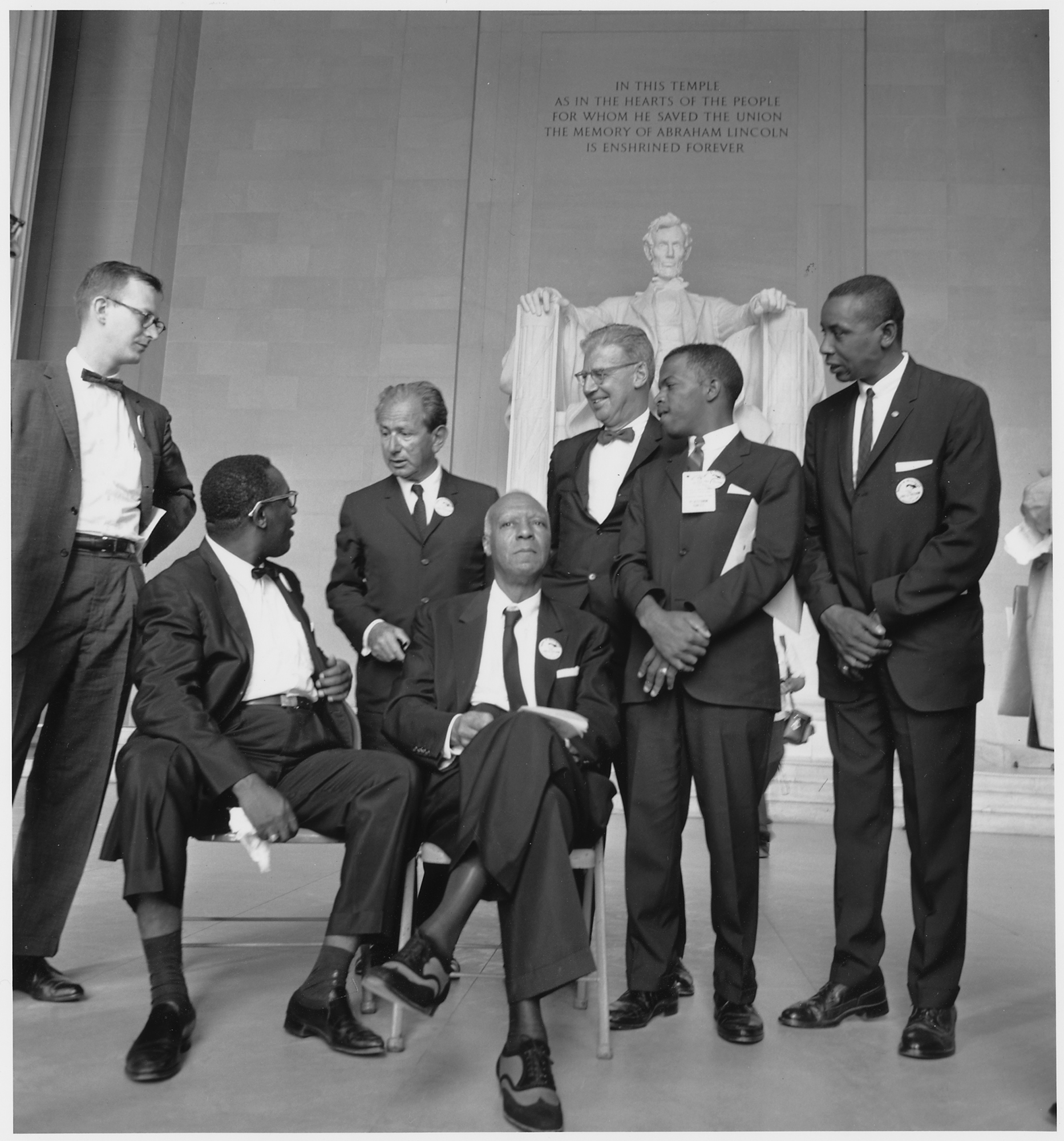
Líderes de la Marcha sobre Washington, 1963. Lewis es el segundo desde la derecha.

Otra de sus marchas más importantes fue la marcha de Washington, realizada el 28 de agosto de 1963. Donde defiende la legalización de los once millones de indocumentados, y que las minorías aumenten su participación como votantes y como candidatos en todas las esferas del Gobierno. La marcha ayudó a la aprobación de la Ley de Derechos Civiles de 1964 y la Ley de derecho de voto de 1965.

## Cargos
John Lewis, tras su trayectoria como activista, asumió el cargo como congresista en el Congreso Nacional de Representantes de Georgia, obtenido en las elecciones de 1986. Tomando posesión del cargo el 3 de enero de 1987 hasta la actualidad.
Fue reelegido 14 veces  como miembro del partido Democrático líder en Estados Unidos.
Sirvió como Jefe Adjunto de la Oposición desde 1991 y como Jefe Adjunto Superior de la Oposición desde 2003.

## En la cultura popular
John Lewis ha aparecido en diversos documentos escritos y audiovisuales como los citados a continuación.
- Una biografía en inglés que trata en general de lo que ha hecho a lo largo de su vida.
- Una película documental[5] sobre las acciones más favorables de su carrera como defensor de los derechos humanos y datos aparte, como anécdotas de su pasado.
- Aparición en el programa «My Next Guest Needs No Introduction» en el episodio 1 titulado «It's a Whole New Ball Game Now» (entrevista con Obama), serie producida por la plataforma Netflix, Inc.
- Selma: Película de la directora estadounidense Ava DuVernay producida en el año 2014, basada en las marchas por los derechos de voto lideradas por John Lewis y otros activistas.
- The March: Una novela gráfica en blanco y negro que trata sobre el movimiento de los derechos civiles, contado desde su propio punto de vista.
- En la serie documental de Netflix titulada "Bobby Kennedy for president".
- En la canción "Interlude (Loving The People)" de Michael Kiwanuka aparece un extracto de su discurso de 1960 en el NBC White Paper